# Clymeniida
I Clymeniida sono un ordine estinto di Cefalopodi con conchiglia esterna (ectococleati). La conchiglia è composta da una parte (fragmocono) con camerette separate da setti e da una camera d'abitazione (l'ultima camera, più grande delle altre), in cui viveva il mollusco. Il fragmocono della conchiglia era dotato di una struttura a tubo (sifone) che attraversa tutte le camere e permetteva all'animale di riempire le camere stesse di gas o liquido tramite un processo osmotico per controllare il galleggiamento dell'organismo. Si tratta di ammonoidi in senso lato (sottoclasse Ammonoidea). Rappresentano fossili guida per quanto riguarda il tardo Devoniano Superiore (Famenniano), perché si sviluppano ed estinguono entro tale intervallo stratigrafico.

## Descrizione
I Clymeniida sono caratterizzati tra gli altri Ammonoidea per avere il sifone in posizione dorsale, che decorre quindi lungo il margine interno della conchiglia. Nei primissimi giri il sifone si presenta in posizione ventrale per poi migrare rapidamente verso il dorso nei giri successivi. Il diametro del sifone si presenta decisamente più grande (di circa il 33%) rispetto agli ammonoidi: si tratta probabilmente di un adattamento che rispondeva alla necessità di compensare la diminuzione di superficie dell'organo dovuta alla minore lunghezza (effetto derivante dalla posizione dorsale), per conservarne la funzionalità come scambiatore di fluidi. Sutura di tipo goniatitico, da arrotondata a moderatamente angolosa, generalmente priva di lobo esterno (ventrale), con lobi laterale e interno (dorsale). Protoconca molto grande rispetto agli altri ammonoidi, di forma sferoidale o ellissoidale, caratterizzata da una prosutura asellata.

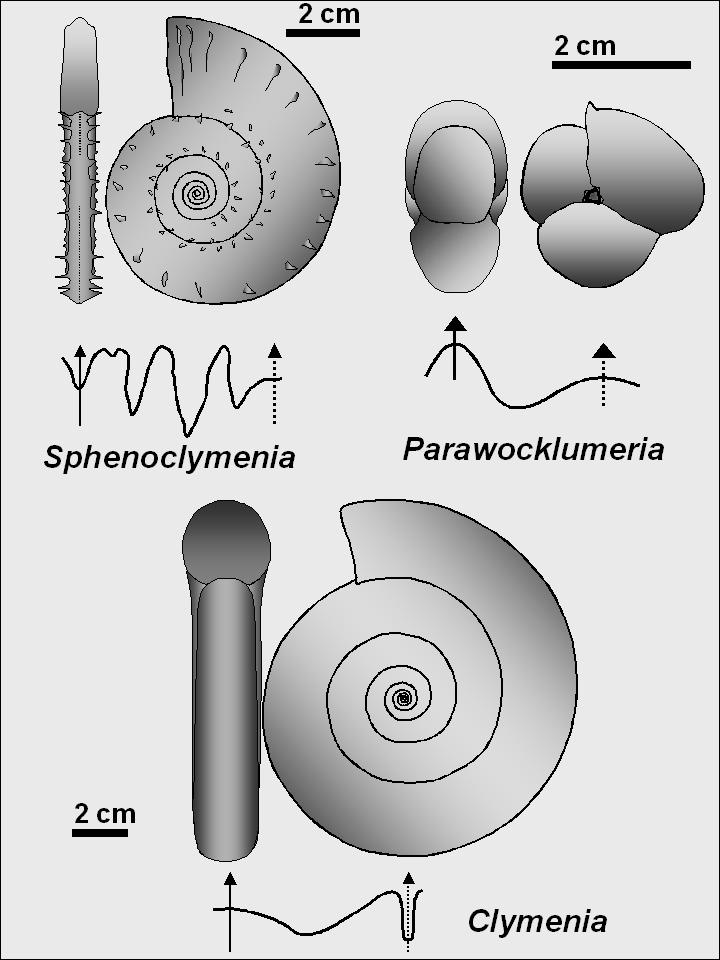
Tre esempi di generi riferiti ai Clymeniida e delle relative suture. Clymenia, forma primitiva con avvolgimento di tipo evoluto (serpenticono), sutura molto semplice priva di lobo esterno; Sphenoclymenia, forma del Famenniano superiore, evoluta e compressa con nodi e spine e una sutura goniatitica molto più complessa, in cui compaiono lobi supplementari (anche un lobo ventrale); Parawocklumeria (tardo Famenniano), forma involuta con costrizioni molto accentuate e una morfologia trilobata assai inconsueta, ma con sutura molto semplice. Ridisegnato e semplificato da Dzik (2006).

La parete della conchiglia è anch'essa mediamente più spessa e pesante rispetto a quella degli altri Ammonoidea. La camera di abitazione è piuttosto breve (brevidoma o mesodoma), sviluppata al massimo per un angolo di 280° dall'apertura. La morfologia della conchiglia è evoluta, priva di ornamentazione nelle forme più primitive, e tende a sviluppare una gamma notevole di varianti, da evolute a involute, spesso con ornamentazione pronunciata a coste, nodi e spine. I generi delle famiglie Wocklumeriidae  e Parawocklumeriidae (tuttora piuttosto enigmatici dal punto di vista paleoecologico), assumono spesso una forma trilobata o triangolare in veduta ombelicale (estremamente inconsueta tra gli ammonoidi), accentuata dalla presenza di costrizioni.

## Tassonomia
L'origine di questo gruppo è stata a lungo dibattuta per le sue peculiari caratteristiche. In origine (Munster, 1831), i Clymeniida vennero collocati tra i Nautiloida seguendo come criterio primario la posizione del sifone. Questo primo filone di ricerca (Edwards, 1849) inseriva tra i Clymeniida anche forme di nautiloidi del Terziario, gli Aturiidae, che oltre al sifone in posizione dorsale avevano sviluppato suture piuttosto complesse, che ricordano da vicino le suture goniatitiche.  L'appartenenza agli Ammonoidea divenne un fatto accettato dalla maggior parte dei ricercatori solo alla fine del diciannovesimo secolo: questa identificazione era basata sia sull'evidenza stratigrafica della totale assenza di forme cronologicamente intermedie tra Clymeniida e Aturiidae che su studi dello sviluppo ontogenetico, che mettevano in evidenza la variazione della posizione del sifone nei primi stadi di sviluppo dell'organismo (Branco, 1890). Il gruppo origine dei Clymeniida all'interno degli Ammonoidea è però stato a lungo oggetto di dibattito, anche per la scarsità di reperti fossili che testimoniassero forme intermedie. 
La derivazione dei Clymeniida dai Goniatitina (famiglia Tornoceratidae) è stata proposta intorno agli anni settanta del ventesimo secolo (House, 1970) ed è la tendenza oggi più accreditata nell'ambito della ricerca.

## Distribuzione stratigrafica e areale
I Clymeniida compaiono alla fine del Famenniano medio ed hanno una radiazione molto rapida, differenziandosi già nel Famenniano superiore nei tre sottordini Clymeniina, Gonioclymeniina e Cyrtoclymeniina, e diffondendosi a scala globale, per estinguersi altrettanto rapidamente alla transizione Devoniano-Carbonifero. Il loro sviluppo copre circa una decina di milioni di anni, con 64 generi. Tra i generi più conosciuti si può ricordare Clymenia Münster, una forma discoidale evoluta, serpenticona, debolmente compressa e liscia (priva di ornamentazione).
Questi cefalopodi sono molto diffusi in sedimenti carbonatici di piattaforma continentale, tanto che depositi di questo tipo sono noti nella letteratura geologica con il nome collettivo di calcari a Clymenia (o calcari a clymenie). Queste formazioni sono presenti in Europa occidentale (incluse, in Italia, la Sardegna e la Carnia), in Polonia, Repubblica Ceca e Russia, estremo oriente (Cina e Mongolia), Africa settentrionale (Marocco e Algeria), Madagascar e Americhe.